# Finale de la Coupe du monde féminine de football de 2019
La finale de la Coupe du monde féminine de football 2019 est le match de football concluant la 8e Coupe du monde féminine, organisée en France. Elle a eu lieu le 7 juillet 2019 au Stade de Lyon, à 17 h (heure locale).
Elle oppose l'équipe des États-Unis à celle des Pays-Bas.

## Contexte
Les États-Unis jouent leur cinquième finale de Coupe du monde féminine après celle remportée en 1991 face à la Norvège sur le score de 2 à 1, celle de 1999 gagnée face à la Chine aux tirs au but et celle de 2015 remportée face au Japon par 5 buts à 2 pour une seule perdue en 2011 face à ces mêmes Japonaises.
Les Pays-Bas, champions d'Europe 2017, disputent leur toute première finale de Coupe du monde féminine.
C'est la première fois que ces deux équipes se rencontrent en match officiel. Jusqu'à présent, elles ne se sont rencontrés que lors des matchs amicaux.

## Avant-match
L'arbitre désignée par la FIFA est la Française Stéphanie Frappart. Elle a déjà arbitré les Néerlandaises lors du premier tour contre le Canada le 20 juin 2019. Elle est assistée de sa compatriote Manuela Nicolosi et de l'Irlandaise Michelle O'Neill. L'Uruguayenne Claudia Umpiérrez est la quatrième arbitre et sa compatriote Luciana Mascaraña désignée arbitre assistante de réserve.
L'Espagnol Carlos del Cerro Grande est chargé de l'arbitrage vidéo. Il est assisté de son compatriote José María Sánchez Martínez et de l'Argentine Mariana de Almeida.

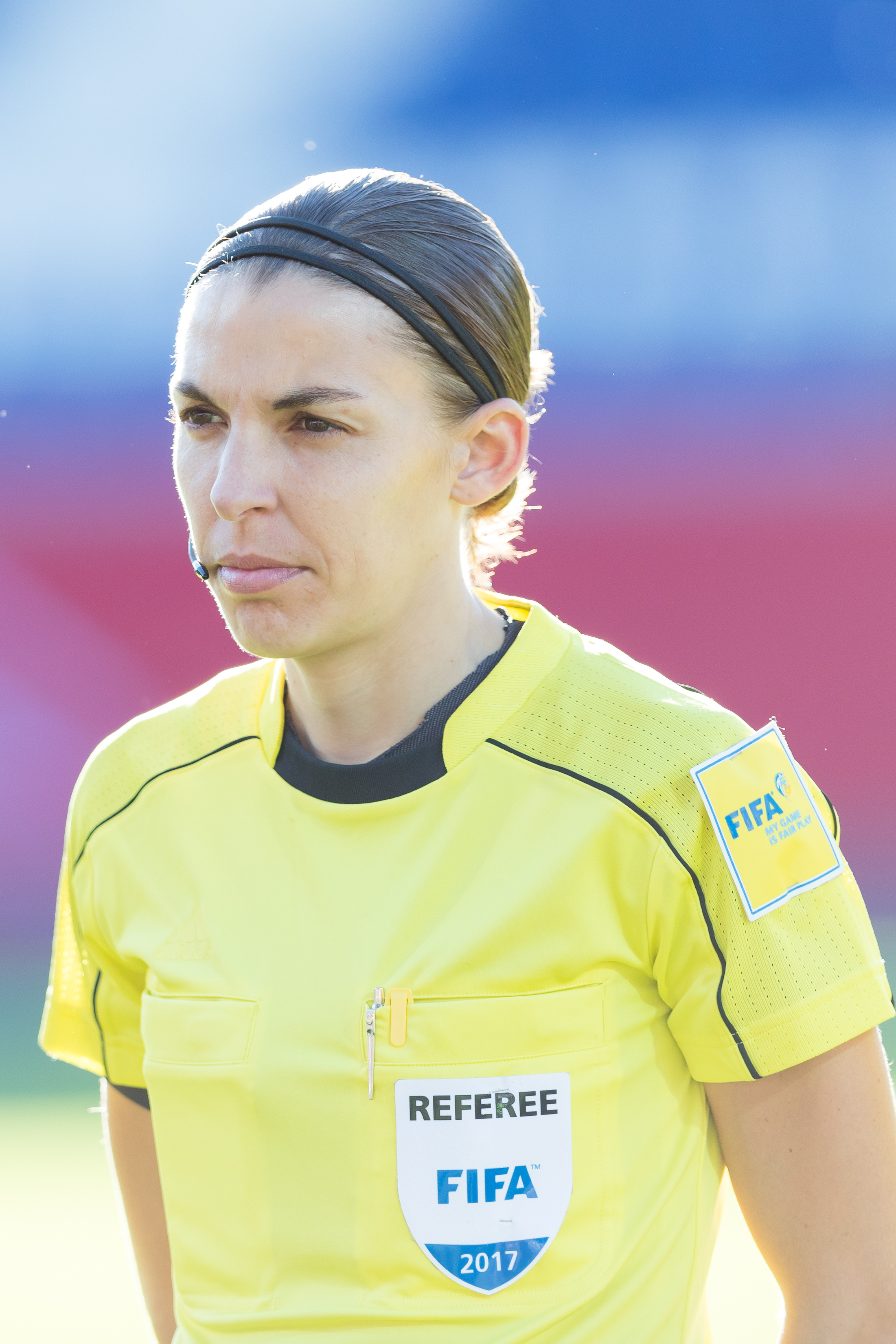
Stéphanie Frappart, l'arbitre française de la finale.

## Parcours respectifs
Note : dans les résultats ci-dessous, le score du finaliste est toujours donné en premier.
| Équipe     | Pts | J | G | N | P | BP | BC | +/- |
| ---------- | --- | - | - | - | - | -- | -- | --- |
| États-Unis | 9   | 3 | 3 | 0 | 0 | 18 | 1  | +18 |
| Suède      | 6   | 3 | 2 | 0 | 1 | 7  | 3  | +4  |
| Chili      | 3   | 3 | 1 | 0 | 2 | 2  | 5  | -3  |
| Thaïlande  | 0   | 3 | 0 | 0 | 3 | 1  | 20 | -19 |

| Équipe           | Pts | J | G | N | P | BP | BC | +/- |
| ---------------- | --- | - | - | - | - | -- | -- | --- |
| Pays-Bas         | 9   | 3 | 3 | 0 | 0 | 6  | 2  | +4  |
| Canada           | 6   | 3 | 2 | 0 | 1 | 4  | 2  | +2  |
| Cameroun         | 3   | 3 | 1 | 0 | 2 | 3  | 5  | -2  |
| Nouvelle-Zélande | 0   | 3 | 0 | 0 | 3 | 1  | 5  | -4  |

## Feuille de match
| Finale                   | États-Unis                                | 2 - 0   | Pays-Bas                       | Stade de Lyon, Lyon                                                                         |                                                                                             |
| 7 juillet 2019 17 h CEST | Rapinoe 61e (pen.) · ( Mewis) Lavelle 69e | (0 - 0) |                                | Spectateurs : 57 900 Arbitrage : Stéphanie Frappart Arbitre vidéo : Carlos del Cerro Grande | Spectateurs : 57 900 Arbitrage : Stéphanie Frappart Arbitre vidéo : Carlos del Cerro Grande |
| 7 juillet 2019 17 h CEST | Dahlkemper 42e                            | Rapport | 10e Spitse · 60e van der Gragt | Spectateurs : 57 900 Arbitrage : Stéphanie Frappart Arbitre vidéo : Carlos del Cerro Grande | Spectateurs : 57 900 Arbitrage : Stéphanie Frappart Arbitre vidéo : Carlos del Cerro Grande |

| États-Unis | Pays-Bas |

| ÉTATS-UNIS :     |    |                  |     |     |
|                  |    |                  |     |     |
| Gardien de but   | 01 | Alyssa Naeher    |     |     |
|                  | 05 | Kelley O'Hara    |     | 46e |
|                  | 07 | Abby Dahlkemper  | 42e |     |
|                  | 04 | Becky Sauerbrunn |     |     |
|                  | 19 | Crystal Dunn     |     |     |
|                  | 03 | Sam Mewis        |     |     |
|                  | 08 | Julie Ertz       |     |     |
|                  | 16 | Rose Lavelle     |     |     |
|                  | 17 | Tobin Heath      |     | 87e |
|                  | 13 | Alex Morgan      |     |     |
|                  | 15 | Megan Rapinoe    |     | 79e |
| Remplaçantes :   |    |                  |     |     |
|                  | 11 | Ali Krieger      |     | 46e |
|                  | 23 | Christen Press   |     | 79e |
|                  | 10 | Carli Lloyd      |     | 87e |
| Sélectionneuse : |    |                  |     |     |
| Jill Ellis       |    |                  |     |     |

| PAYS-BAS :       |    |                        |     |     |
|                  |    |                        |     |     |
| Gardien de but   | 01 | Sari van Veenendaal    |     |     |
|                  | 02 | Desiree van Lunteren   |     |     |
|                  | 06 | Anouk Dekker           |     | 73e |
|                  | 03 | Stefanie van der Gragt | 60e |     |
|                  | 20 | Dominique Bloodworth   |     |     |
|                  | 14 | Jackie Groenen         |     |     |
|                  | 10 | Daniëlle van de Donk   |     |     |
|                  | 08 | Sherida Spitse         | 10e |     |
|                  | 21 | Lineth Beerensteyn     |     |     |
|                  | 09 | Vivianne Miedema       |     |     |
|                  | 11 | Lieke Martens          |     | 70e |
| Remplaçantes :   |    |                        |     |     |
|                  | 19 | Jill Roord             |     | 70e |
|                  | 07 | Shanice van de Sanden  |     | 73e |
| Sélectionneuse : |    |                        |     |     |
| Sarina Wiegman   |    |                        |     |     |

| Assistantes : Manuela Nicolosi Michelle O'Neill Quatrième arbitre : Claudia Umpiérrez Cinquième arbitre : Luciana Mascaraña Arbitre vidéo : Carlos del Cerro Grande Assistants arbitre vidéo : José María Sánchez Martínez Mariana de Almeida Femme du Match : Megan Rapinoe |

## Le ballon
Le ballon pour cette finale est le Tricolore19, dérivé du Conext19 utilisé sur le premier tour de la compétition. Ce ballon comporte un graphisme à flammes bleues et rouges et rendait hommage au premier Tricolore, qui a été introduit pour la Coupe du monde masculine en 1998, dans laquelle la France a remporté sa première victoire à domicile.

## Déroulement du match
|                        | États-Unis | Pays-Bas |
| Possession du ballon   | 53 %       | 47 %     |
| Passes                 | 407        | 363      |
| Tirs cadrés            | 9          | 1        |
| Tirs non cadrés        | 5          | 2        |
| Arrêts de la gardienne | 3          | 3        |
| Fautes commises        | 9          | 7        |
| Corners obtenus        | 8          | 2        |
| Hors-jeu               | 3          | 1        |
| Cartons jaunes         | 1          | 2        |
| Cartons rouges         | 0          | 0        |
| Coups francs           | 8          | 12       |